# هاکوب فارادژیان
هاکوب نرسسی فارادژیان (ارمنی: Հակոբ Ֆարաջյան؛ زاده ۲ نوامبر ۱۹۳۰ در تفلیس - درگذشته ۱ اکتبر ۱۹۹۶ در ایروان) یک وزنه‌بردار اهل ارمنستان بود که در مسابقات کشوری و بین‌المللی در مجموع برندهٔ ۱ مدال نقره شده‌است.